# Iman Le Caire
Iman Le Caire (Egito) é uma dançarina, coreógrafa, atriz egípcia e ativista dos direitos LGBT, que mora na cidade de Nova Iorque.

## Biografia
Iman Le Caire era dançarina e coreógrafa na Ópera do Cairo quando teve que fugir do Egito para evitar ser perseguida por pertencer à comunidade LGBT. Em 2008, ela fugiu para os Estados Unidos, onde obteve asilo político. Ela mora na cidade de Nova York e lá trabalha como artista, dançarina e atriz. Seu ativismo fez dela uma representante das comunidades LGBT da cidade, bem como da Fire Island Pines e da Cherry Grove.
Em 2017, Iman apareceu no videoclipe Fight Like a Girl de Zolita e, em 2021, interpretou a personagem Layla de The Shuroo Process, escrito e dirigido por Emrhys Cooper.
O assassinato de George Floyd em maio de 2020 e o suicídio de Sarah Hegazi, uma lésbica que foi presa por exibir uma bandeira do arco-íris em um concerto denunciando a repressão implacável do Egito aos direitos LGBT, instou Iman Le Caire a participar mais ativamente na defesa dos direitos da comunidade LGBT.
Durante a pandemia de COVID-19, Iman ajudou um grande número de pessoas transexuais a fugir dos seus países de origem, onde eram perseguidas. Por fim, ingressou na Associação TransEmigrate, que ajuda pessoas trans que tentam se mudar para países mais seguros, da qual é gestora das relações árabes e membro do conselho. Em 2021, ela fundou a organização irmã Trans Asylias, que ajuda pessoas trans a procurarem asilo.

## Prêmios e reconhecimento
Em 2021, Iman foi listada como uma das 100 Mulheres mais influente do mundo pela BBC.